# عراقی (اسفراین)
عراقی، روستایی از توابع بخش مرکزی شهرستان اسفراین در استان خراسان شمالی ایران است.
دره بسیار زیبایی برای عکس برداری و تفریح دارد که هر فصل زیبایی خاص خود را دارد

## جمعیت
این روستا در دهستان روئین قرار دارد و براساس سرشماری مرکز آمار ایران در سال۱۴۰۰، جمعیت آن ۱۵۰۷ نفر (۱۵۹خانوار) بوده‌است.